# Гастроспорій
Гастроспорій (Gastrosporium) — рід грибів родини гастроспорієві (Gastrosporiaceae). Назва вперше опублікована 1903 року.

## Класифікація
До роду Gastrosporium відносять 2 види:
- Gastrosporium asiaticum
- Gastrosporium simplex (Гастроспорій звичайний[3])